# Gemla
Gemla is een plaats in de gemeente Växjö in het landschap Småland en de provincie Kronobergs län in Zweden. De plaats heeft 1312 inwoners (2005) en een oppervlakte van 240 hectare.

## Geboren
- Gustav Larsson (1980), wielrenner